# Arturo Pérez-Reverte
Arturo Pérez-Reverte (Cartagena, 25 novembre 1951) è uno scrittore e giornalista spagnolo.
È noto per aver scritto il thriller esoterico Il club Dumas (adattato da Roman Polański nel film La nona porta) e la serie di romanzi storici iniziata nel 1996 con Capitano Alatriste (da cui è stato tratto il film Il destino di un guerriero con Viggo Mortensen).

## Biografia

### Inviato di guerra
Dopo aver conseguito una laurea in Scienze politiche e Giornalismo, ha lavorato dal 1973 per circa vent'anni, come reporter per il quotidiano Pueblo, e dal 1984 per RTVE (sia radio sia tv) fino al 1994. Nel 1978 fondò la rivista Defensa. È stato soprattutto un inviato di guerra, che si spostava nei vari punti caldi del mondo, e ha seguito vari conflitti tra i quali la guerra di Cipro, la guerra delle Falkland, la crisi del golfo, fino alla guerra in Croazia e a Sarajevo.

### Attività letteraria
Nel 1986 ha scritto il suo primo romanzo, El húsar, (L'ussaro) ambientato durante le guerre napoleoniche. Raggiunge il suo primo successo internazionale con la pubblicazione de Il maestro di scherma. Negli anni novanta abbandona il giornalismo per dedicarsi esclusivamente alla carriera di romanziere.
Nel 1996 scrive il primo romanzo di una saga che ha come protagonista il Capitano Diego Alatriste, una serie storica ambientata nella Spagna del XVII secolo. Dal suo romanzo Il club Dumas, pubblicato nel 1997, è stato tratto il film La nona porta di Roman Polański, interpretato da Johnny Depp. Nel 1999 è stato insignito del titolo di duca del Corso e di Real Maestro de Esgrima dal sovrano del micro Regno di Redonda.
Il 12 giugno 2003 è diventato membro della Real Academia Española de la Lengua, la più alta istituzione culturale spagnola per la lingua e la letteratura, presso la quale ha letto un discorso intitolato El habla de un bravo del siglo XVII. Dalla serie di romanzi con protagonista il Capitano Alatriste è stato tratto il film Il destino di un guerriero (Spagna 2006) con la regia di Agustín Díaz Yanes e un fedele adattamento a fumetti di Carlos Giménez (testi) e Joan Mundet (disegni), pubblicato in Italia nel 2012 dall'Editoriale Aurea sul settimanale di fumetti Skorpio.
Negli articoli che pubblica ogni domenica sulla rivista XLSemanal, critica aspramente la postmodernità, il politically correct, l'ideologia di genere, il neoliberismo, il neoconservatorismo, la pedagogia critica, l'Unione Europea, il linguaggio inclusivo e il pensiero woke. Afferma che la correttezza politica ha le sue origini nel puritanesimo anglosassone.
Si rammarica che la società sia condizionata dal "capriccio delle minoranze" e che l'Europa, "referente morale dell'Occidente" copi i valori della società statunitense, da lui considerata "malata e ipocrita"
Utente attivo su Twitter, ha già creato numerose polemiche.In un articolo controverso, paragonò la crisi dei profughi in Europa con le invasioni barbariche che portarono alla caduta dell'Impero Romano. È stato insignito del "Premio Don Quijote" per il giornalismo.
Nel 1998 ha pubblicato un articolo durissimo contro il capitalismo globale che profetizzava la crisi economica mondiale. Questo articolo ha avuto molto successo su Internet quando si è verificata la crisi in Spagna.
Nato a Cartagena, si è dichiarato erede dell'eredità della cultura mediterranea, una memoria storica lunga 3000 anni.
I tipici personaggi revertiani sono l'eroe stanco in territorio ostile con un passato oscuro e la femme fatale. Tra i tratti dei personaggi spicca l'ambiguità morale.

## Stile
Viaggiatore, bibliofilo, navigatore e studioso delle leggende e della tradizione eroica ispanica, Pérez-Reverte deve il suo successo in seguito alla pubblicazione di romanzi nello stile de Il nome della rosa di Umberto Eco, come La tavola fiamminga, giocando con il romanzo storico ed il thriller in opere come Il maestro di scherma ed Il club Dumas.
I suoi primi scritti sono impregnati dalla dura e profonda esperienza avuta come reporter di guerra, dove il suo amore per l'azione si rivela nel suo testo "Territorio Comanche", in cui considera il tema del sacrificio e della fatica dell'eroe, l'avventura, l'amicizia, ed il viaggio ramingo. La morte come ultimo dei viaggi. La cultura e la memoria sono intesi come strumenti unici e utili per comprendere la realtà, sopportare il dolore, sapere chi siamo e capire cosa ci circonda.

## Opere
Tra parentesi sono indicati il titolo e l'anno di pubblicazione originali.

### Narrativa
- L'ussaro (El húsar, 1986), Milano, Marco Tropea, 2006.
- Il maestro di scherma (El maestro de esgrima, 1988), Milano, Marco Tropea, 1999.
- La tavola fiamminga (La tabla de Flandes, 1990), Milano, Marco Tropea, 1999.
- Il club Dumas (El club Dumas, o La sombra de Richelieu, 1993), Milano, Marco Tropea, 1997.
- L'ombra dell'aquila (La sombra del águila, 1993), Milano, Marco Tropea, 2002.
- Territorio comanche (Territorio comanche, 1994), Milano, Marco Tropea, 1999.
- Una questione d'onore (Un asunto de honor (Cachito), 1995), Milano, Marco Tropea, 2004.
- La pelle del tamburo (La piel del tambor, 1995), Milano, Marco Tropea, 1998.
- La carta sferica (La carta esférica, 2000), Milano, Marco Tropea, 2000.
- La Regina del Sud (La Reina del Sur, 2002), Milano, Marco Tropea, 2003.
- Cabo Trafalgar, Alfaguara, Madrid, 2004
- Il pittore di battaglie (El pintor de batallas, 2006), Milano, Marco Tropea, 2007. Premio Gregor von Rezzori, 2008[10]
- Un día de cólera, Alfaguara, Madrid, 2007
- Occhi azzurri (Ojos azules, 2009), Milano, Solferino, 2021. [prologo di Pere Gimferrer, illustrazioni di Sergio Sandoval; pubblicato in precedenza sulla stampa]
- Il giocatore occulto (El asedio, 2010), Milano, Marco Tropea, 2010.
- Il tango della Vecchia Guardia (El tango de la guardia vieja, 2012), Milano, Rizzoli, 2013.
- Il cecchino paziente (El francotirador paciente, 2013), Milano, Rizzoli, 2014.
- Due uomini buoni (Hombres buenos, 2015), Milano, Rizzoli, 2015.
- Guerreros urbanos, con fotografie di Jeosm, Alfaguara, Madrid, 2016.
- I cani da strada non ballano (Lo perros duros no bailan, 2018), Milano, Rizzoli, 2019.
- Sidi (Sidi. Un relato de frontera, 2019), Milano, Rizzoli, 2021. [romanzo su Rodrigo Díaz de Vivar ]
- Linea di fuoco (Linea de fuego, 2020), Milano, Rizzoli, 2023.
- L'Italiano (El Italiano 2021), Milano, Rizzoli, 2022.
- Rivoluzione (Revolución, 2022), traduzione di Bruno Arpaia, Collana Scala stranieri, Milano, Rizzoli, 2024, ISBN 978-88-171-8516-5.
- El problema final, Madrid, Alfaguara, 2023.
- La isla de la mujer dormida, Alfaguara, Madrid, 2024.

#### SerieLe avventure del capitano Alatriste
- Capitano Alatriste (El capitán Alatriste, 1996), Milano, Salani, 2001.
- Purezza di sangue (Limpieza de sangre, 1997), Milano, Salani, 2002.
- Il sole di Breda (El sol de Breda, 1998), Milano, Salani, 2002.
- L'oro del re (El oro del rey, 2000), Milano, Marco Tropea, 2006.
- Il cavaliere dal farsetto giallo (El caballero del jubón amarillo, 2003), Milano, Marco Tropea, 2008.
- Corsari di Levante (Corsarios de Levante, 2006), Milano, Marco Tropea, 2009.
- Il ponte degli assassini (El puente de los asesinos, 2011), Milano, Marco Tropea, 2012.

#### SerieLorenzo Falcó
Romanzi di spionaggio, ambientati durante la guerra civile spagnola.
- Il codice dello scorpione (Falcó, 2016), Milano, Rizzoli, 2017.
- L'ultima carta è la morte (Eva, 2017), Milano, Rizzoli, 2018.
- Sabotaggio (Sabotaje, 2018), Milano, Rizzoli, 2020.

### Racconti per bambini
- Il piccolo oplita (El pequeño hoplita, 2010), Roma, Gallucci, 2012.
- La guerra civil contada a los jóvenes, con illustrazioni di Fernando Vicente, Alfaguara, Madrid, 2015.

### Raccolte
- Obra breve, relatos y artículos, Alfaguara, Madrid, 1995.
- Patente de corso (1993-1998), Alfaguara, Madrid, 1998.
- Con ánimo de ofender (1998-2001), Alfaguara, Madrid, 2001.
- No me cogeréis vivo (2001-2005), Alfaguara, Madrid, 2005.
- Cuando éramos honrados mercenarios (2005-2009), Alfaguara, Madrid, 2009.
- Le barche si perdono a terra (Los barcos se pierden en tierra (1994-2011), 2011), Milano, Marco Tropea, 2012.
- Perros e hijos de perra, Alfaguara, Madrid, 2014.
- Una historia de España (2013-2017), Alfaguara, Madrid, 2019.
- La cueva del cíclope: Tuiteos sobre literatura en el bar de Lola (2010-2020), 2020.

## Premi letterari
- Premio Goya (1992)
- Premio Mediterraneo (2001)
- Premio Rey de España di giornalismo (2017)